# Trịnh Nhu công
Trịnh Nhu công (chữ Hán: 鄭繻公; trị vì: 423 TCN–396 TCN), tên thật là Cơ Đãi (姬駘), là vị vua thứ 23 của nước Trịnh – chư hầu nhà Chu trong lịch sử Trung Quốc.
Cơ Đãi là con trai thứ của Trịnh Cung công – vị vua thứ 21 của nước Trịnh và là em của Trịnh U công – vua thứ 22 của nước Trịnh. Năm 423 TCN, Hàn Khải Chương đem quân đánh Trịnh, giết Trịnh U công. Người nước Trịnh lập Cơ Đãi lên nối ngôi tức là Trịnh Nhu công.
Năm 408 TCN, thủ lĩnh họ Hàn là Hàn Kiền (tức Hàn Cảnh hầu sau này) lại đem quân đánh Trịnh, chiếm đất Ung Khâu. Năm sau, 407 TCN, quân Trịnh phản công, đánh bại quân Hàn ở Phụ Thử.
Năm 400 TCN, Trịnh Nhu công lại sai quân đánh Hàn (lúc này nước Hàn đã được công nhận là chư hầu), bao vây Dương Địch của nước Hàn nhưng không chiếm được.
Năm 398 TCN, Trịnh Nhu công giết đại phu là Tử Dương. Năm 396 TCN, dư đảng của Tử Dương hợp lại giết Trịnh Nhu công. Người nước Trịnh lập em của Trịnh U công là công tử Ất lên làm vua, tức Trịnh Khang công.
Trịnh Nhu công ở ngôi được 27 năm.